# Hannah Taylor-Gordon
Hannah Taylor-Gordon (Londra, 6 marzo 1987) è un'attrice britannica, famosa per aver interpretato Anna Frank nella miniserie TV La storia di Anna Frank (2001).

## Carriera
Attrice bambina, debutta nel 1993 ne La casa degli spiriti, diretta da Bille August. Nel 2001 le viene assegnato il ruolo da protagonista ne La storia di Anna Frank, ottenendo la nomination al premio Emmy e al Golden Globe.

## Filmografia
- La casa degli spiriti (The House of the Spirits), regia di Bille August (1993)
- Quattro matrimoni e un funerale (Four Weddings and a Funeral), regia di Mike Newell (1994)
- Frankenstein di Mary Shelley (Mary Shelley's Frankenstein), regia di Kenneth Branagh (1994)
- Mansfield Park, regia di Patricia Rozema (1999)
- Jakob il bugiardo (Jakob the Liar), regia di Peter Kassovitz (1999)
- La storia di Anna Frank (Anne Frank: The Whole Story) - miniserie TV, 2 puntate (2001)
- Secret Passage, regia di Ademir Kenović (2004)
- L'educazione fisica delle fanciulle (The Fine Art of Love: Mine Ha-Ha), regia di John Irvin (2005)
- Jack Ryan - L'iniziazione (Jack Ryan: Shadow Recruit), regia di Kenneth Branagh (2014)